# اونگلیون نسخه جدید سینمایی: جو
اونگلیون نسخه جدید سینمایی: جو (به ژاپنی: ヱヴァンゲリヲン新劇場版: 序 Evangerion Shin Gekijōban: Jo) (به انگلیسی: Evangelion: 1.0 You Are (Not) Alone)، از انیمه‌های ژاپنی محصول ۲۰۰۷ است که کارگردانی اصلی و نویسندگی آن را هیده‌آکی آنو برعهده داشته است. این فیلم، اولین مجموعه در چهارگانهٔ بازسازی اونگلیون است و بر اساس مجموعه انیمهٔ نئون جنسیس اونگلیون ساخته شده است. تهیه‌کننده و توزیع‌کنندهٔ آن استودیو خارا با همکاری گایناکس بوده است. هیده‌آکی آنو نخستین فیلم سینمایی را نوشته و به‌طور کلی، کارگردانی و مدیریت پروژه را برعهده داشته است. یوشیوکی ساداموتو مسئول طراحی شخصیت‌ها بوده و ایکوتو یاماشیتا طراحی مکانیکی را انجام داد. استوری‌بوردها را شینجی هیگوچی و توموکی کیودا فراهم آوردند.
تمرکز فیلم بر نوجوانی به نام شینجی ایکاری است که از او خواسته شده است تا یک جنگندهٔ رباتی را به نام «واحد ۰۱ اونگلیون» با هدف حفاظت جهان از موجودات مرموزی به نام اینجلز برعهده گیرد. موضوع فیلم عمدتاً اقتباسی دقیق از اپیزودهای یک تا شش مجموعه انیمه است. گرچه بعضی نماها و رویدادهای فیلم، بازسازی انیمهٔ اصلی‌اند اما بقیهٔ صحنه‌ها، از خصیصه‌های نوین و متفاوتی برخوردارند. هواداران از فیلم استقبال کردند و هیدئاکی آن را «یک بازسازی وفادارانه از انیمهٔ اصلی» دانست. این فیلم، با فروش گیشهٔ ۲ میلیارد ین، چهارمین فیلم انیمهٔ پرفروش در ژاپن در سال ۲۰۰۷ بود.